# Masegoso
Masegoso község Spanyolországban, Albacete tartományban. Lakosainak száma 116 fő (2024).

## Földrajza
Masegoso Alcaraz, Casas de Lázaro, Peñascosa és Robledo községekkel határos.

## Népesség
A település lakosságának változását az alábbi diagram mutatja:
| Lakosok száma | 151  | 134  | 104  | 95   | 117  | 121  | 121  | 110  | 105  | 116  |
|               | 2001 | 2004 | 2006 | 2009 | 2011 | 2014 | 2016 | 2019 | 2021 | 2024 |